# Almora
Almora (en kumaoni : अल्माड्, Almāḍ, en hindi : अल्मोड़ा, Almor̤ā) est une ville indienne située dans le district d'Almora dans l'État de l'Uttarakhand. En 2011, sa population était de 150 550 habitants. 
La ville a été entre le XVIe siècle et le XVIIIe siècle la capitale du royaume de Kumaon.

## Source de la traduction
- (en) Cet article est partiellement ou en totalité issu de l’article de Wikipédia en anglais intitulé « Almora » (voir la liste des auteurs).